# Frans Daneels
Mons. Frans Daneels (* 2. dubna 1941, Kapellen) je belgický římskokatolický kněz, arcibiskup, člen Řádu premonstrátských řeholních kanovníků a emeritní sekretář Nejvyššího tribunálu apoštolské signatury.

## Život
Narodil se 2. dubna 1941 v Kapellenu. Po střední škole vstoupil k premonstrátům. Věčné sliby složil 28. srpna 1961 v Opatství Averbode. Kněžské svěcení přijal 26. března 1966. Poté byl poslán studovat do Říma. Roku 1971 na Papežské Gregoriánské univerzitě získal s disertací De subjecto officii ecclesiastici attenta doctrina concilii Vaticani II doktorát z kanonického práva. Poté působil jako okrskový vikář v Averbode.
Roku 1982 se stal generálním prokurátorem svého řádu v Římě. Od této doby působil jako kaplan Sester misionářek Královny apoštolů. Roku 1985 se stal profesorem fakulty kanonického práva na Gregoriánské univerzitě.
V letech 1987 až 1989 byl náhradním promotérem spravedlnosti Nejvyššího tribunálu apoštolské signatury. V dubnu 1989 byl zvolen promotérem spravedlnosti Nejvyššího tribunálu apoštolské signatury, tuto funkci vykonával do 12. dubna 2008 kdy byl ustanoven sekretářem Nejvyššího tribunálu apoštolské signatury a titulárním biskupem z Bity.
Biskupské svěcení přijal 1. května 2008 z rukou kardinála Tarcisia Bertoneho a spolusvětiteli byli kardinál Agostino Vallini a arcibiskup Francesco Coccopalmerio.
Dne 10. října 2012 byl jmenován arcibiskupem.
Dne 16. července 2016 přijal papež František jeho rezignaci na post sekretáře.